# Bahnhofstraße (Jessen)

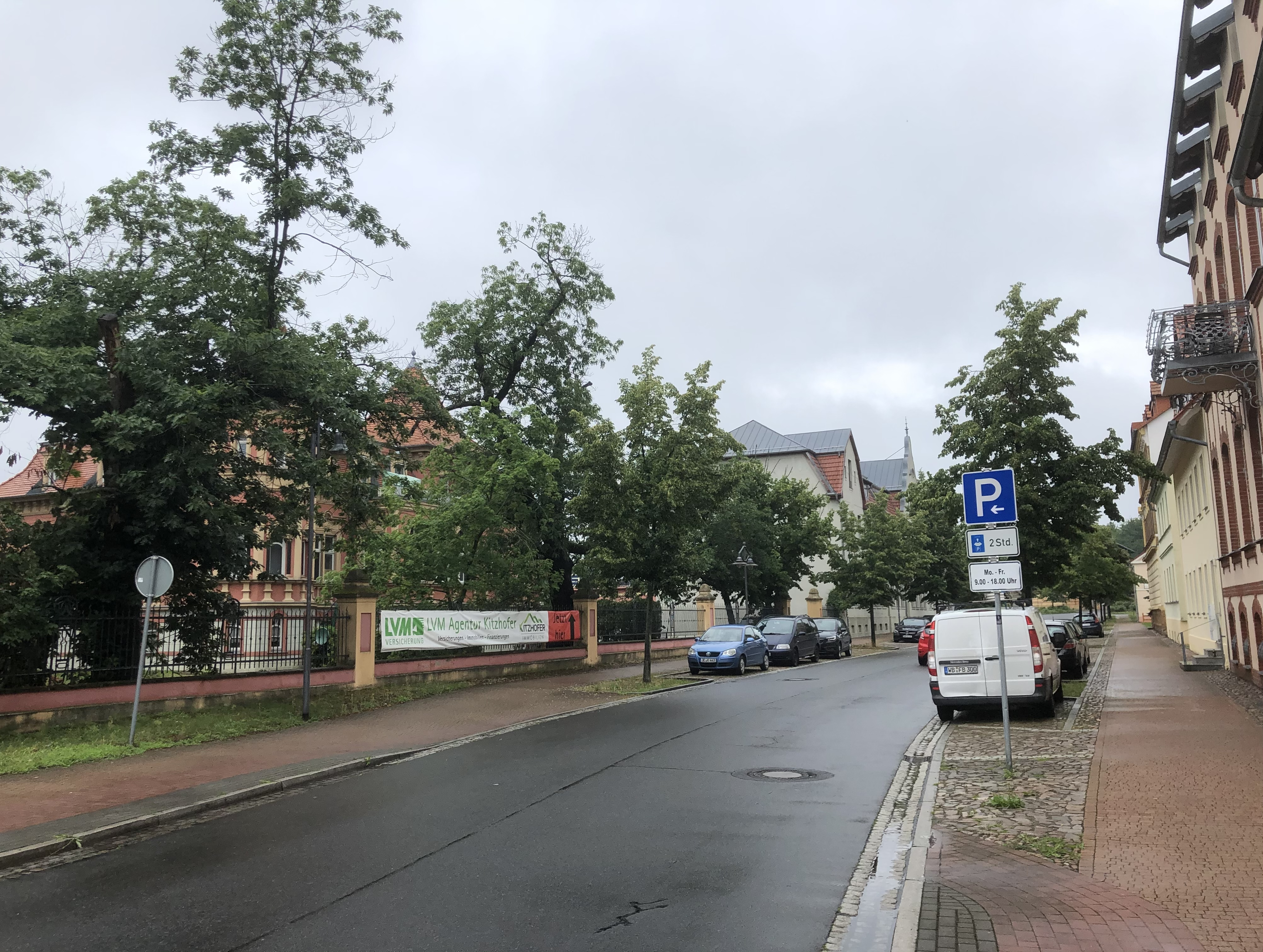
Bahnhofstraße im Jahr 2021, Blick von Süden

Die Bahnhofstraße ist ein denkmalgeschützter Straßenzug in der Stadt Jessen (Elster) in Sachsen-Anhalt.

## Lage
Die Straße befindet sich nördlich des Jessener Stadtzentrums und verläuft von Süden auf den Bahnhof Jessen zu. Im Süden mündet die Bahnhofstraße auf einen Kreisverkehr ein, auf den auch die Rosa-Luxemburg-Straße, die Wittenberger Straße, die Alte Gorsdorfer Straße und die Rehainer Straße treffen. Im örtlichen Denkmalverzeichnis ist der Straßenzug unter der Erfassungsnummer 094 35041 als Denkmalbereich verzeichnet. Der Bereich wird dort mit Bahnhofstraße 1, 2, 3, 4, 4a, 5, 6, 7, 8, 10, 12, 14, 16 angegeben. Zum Denkmalbereich gehören auch die Einzeldenkmale Bahnhofstraße 1, 2, 3, 5 und 7. Das Gebäude Bahnhofstraße 2 befindet sich dabei etwas östlich des Bahnhofs.

## Architektur und Geschichte
Die Bahnhofstraße ist auf ihrer Westseite durch zwei Fabrikantenvillen geprägt. Darüber hinaus bestehen dazugehörige Fabrikgebäude. Der Bereich wurde von 1945 bis 1990 durch die sowjetische Garnison genutzt, so dass durch die gemeinsame Nutzung das Ensemble in dieser Form erhalten blieb.
Der Straßenzug gilt als prägend für das Ortsbild und in dieser Form einzigartig im Gebiet des Altkreises Jessen.